# Madiun-Ereignisse
Die Madiun-Ereignisse waren ein kommunistischer Aufstand in der Stadt Madiun im Jahr 1948, während des Indonesischen Unabhängigkeitskriegs. Linke Parteien führten einen Aufstand gegen die Führer der neu deklarierten indonesischen Republik, der von republikanischen Truppen niedergeschlagen wurde.
Am 18. September 1948 wurde von Mitgliedern der Kommunistischen Partei Indonesiens (PKI) und der Indonesischen Sozialistischen Partei (PSI) in Madiun, im westlichen Teil von Ost-Java, eine 'indonesische Sowjetrepublik' ausgerufen. Sie betrachteten die Zeit als reif für einen proletarischen Aufstand und beabsichtigten ein Zentrum der Revolte gegen „Sukarno und Hatta, die Sklaven von Japan und Amerika“ zu werden. Madiun wurde jedoch innerhalb weniger Wochen von republikanischen Kräften zurückgewonnen, und der Anführer des Aufstands, Manowar Musso, wurde getötet. Der Gouverneur von Ost-Java sowie mehrere Polizisten und religiöse Führer wurden von den Rebellen getötet.
Die Niederschlagung der Rebellion führte zu diplomatischer Unterstützung der Republik Indonesien durch die USA. Auf internationaler Ebene wurde Indonesien nun als stramm antikommunistisch und als potenzieller Verbündeter in dem heraufziehenden globalen Kalten Krieg zwischen der von Amerika geführten „freien Welt“ und dem sowjetisch geführten Block gesehen.